# ルリミツユビカワセミ
ルリミツユビカワセミ （学名：Alcedo azurea）は、ブッポウソウ目カワセミ科に分類される鳥類の一種。

## 分布
オーストラリア東部及び北部、タスマニア島、ニューギニア島などの、河川沿い、湖沼周辺、マングローブ周辺に生息。

## 形態
体長17～19cm。背面は光沢のある青色で、腹面は栗色。喉の下は乳白色。目先および肩の辺りに白色から栗色の筋が入る。翼の先端は褐色みを帯びる。くちばしは黒色。
同所的に生息するヒメミツユビカワセミ、モリショウビンと似ているが、ヒメミツユビカワセミは腹面が白色であることと、ヒメミツユビカワセミの方がより小さいこと、モリショウビンはオスは首を一周する白色の帯が、メスは肩の辺りまで白い帯があることと、モリショウビンの方が一回り大きいことで区別できる。

## 分類
7亜種確認されている。
- A. a. azurea：オーストラリア東部に分布する基亜種。
- A. a. ruficollaris：オーストラリア北部、ヨーク岬半島からブルームにかけて分布する。亜種中最も小さい。
- A. a. dienemensis：タスマニア亜種。亜種中最も大きく、重い。また、冠羽がより濃く、紫色みを帯びる。
- A. a. lessonii：ニューギニア島南部亜種。
- A. a. ochrogaster：ニューギニア島北部亜種。
- A. a. affinis：北マルク亜種
- A. a. yamdenae： バンダ海南部亜種。

## 生態
河川や湖沼の岸にある木にとまり、探餌を行う。餌である、小魚や小さなザリガニなどを見つけると、水の中に頭から飛び込んで、口で捕らえる。
繁殖期は、オーストラリア東部および南部では9月から1月までで、北部の個体群は南部の個体群よりも遅く雨期と同じ頃である。巣は、河川沿いなどの土手に、雌雄共同で約1mの穴を掘る。産卵数は4～7卵。約3週間で孵化し、その後3～4週間で巣立つ。